# 바이러스의 개요
바이러스의 개요에 관한 내용이다.

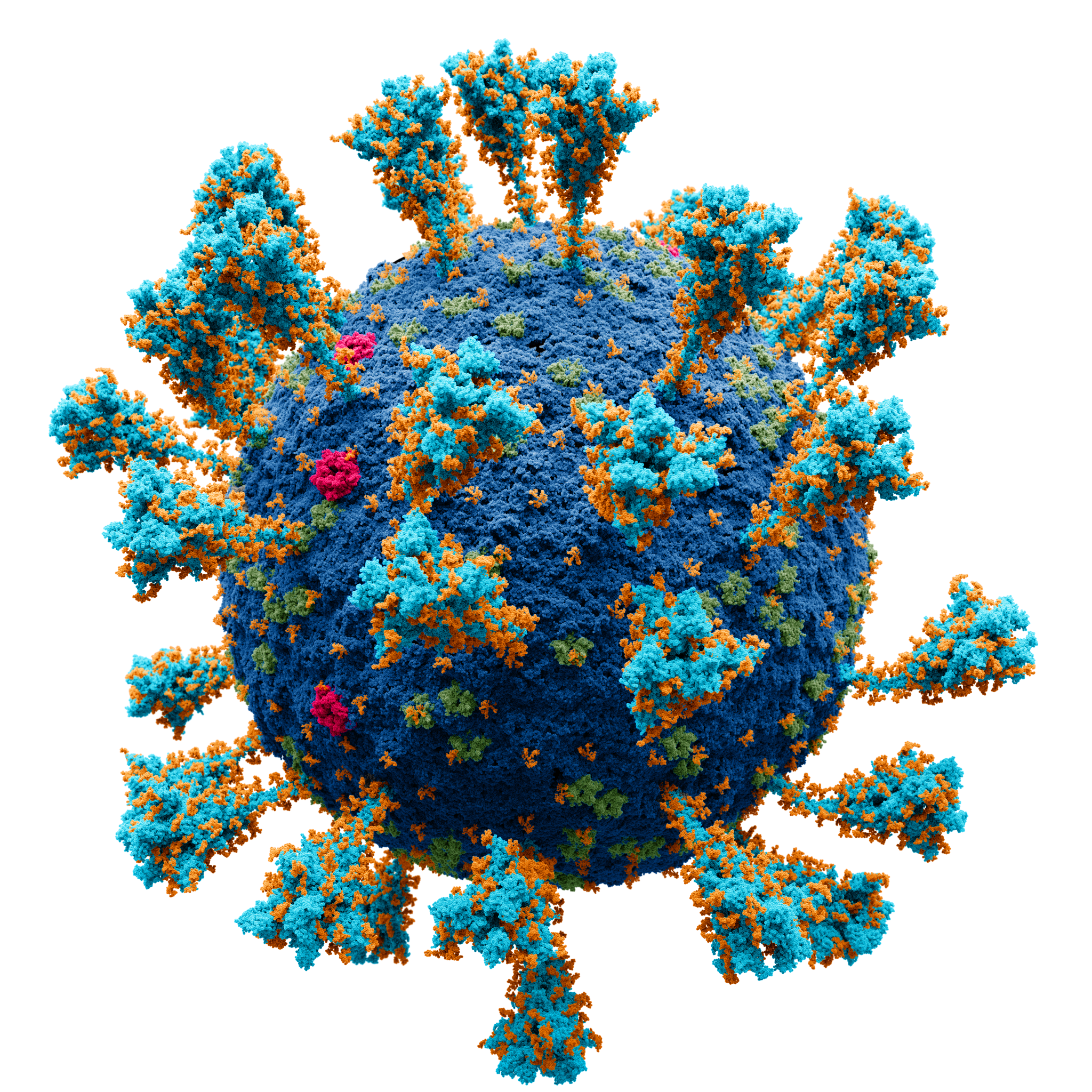
SARS-CoV-2 그림

바이러스(virus)는 살아있는 숙주의 세포 내에서 증식하는 작은 감염원이다. 감염되면 숙주 세포는 원래 바이러스와 동일한 수천 개의 복제본을 빠르게 생성해야 한다. 대부분의 생물과 달리 바이러스는 분열하는 세포가 없다. 새로운 바이러스는 감염된 숙주 세포 내에서 조립된다. 그러나 프리온과 같은 더 단순한 감염원과는 달리, 바이러스는 돌연변이와 진화를 가능하게 하는 유전자를 가지고 있다. 환경에 존재하는 수백만 종의 바이러스 중 4,800종 이상이 자세히 기술되어 있다. 바이러스의 기원은 불분명한다. 어떤 바이러스는 세포 사이를 이동할 수 있는 DNA 조각인 플라스미드에서 진화했을 가능성이 있고, 어떤 바이러스는 세균에서 진화했을 가능성도 있다.
바이러스는 두 개 또는 세 개의 부분으로 구성되어 있으며, 모든 바이러스는 유전자를 포함한다. 이 유전자는 바이러스의 암호화된 생물학적 정보를 담고 있으며 DNA 또는 RNA로 구성된다. 모든 바이러스는 유전자를 보호하기 위해 단백질 껍질로 덮여 있다. 일부 바이러스는 단백질 껍질을 덮고 있는 지방과 같은 물질로 된 껍질을 가지고 있어 비누에 취약할 수 있다. 이 "바이러스 외피"를 가진 바이러스는 특정 수용체와 함께 이를 이용하여 새로운 숙주 세포에 침투한다. 바이러스는 단순한 나선형이나 정이십면체 모양부터 더 복잡한 구조까지 다양한 형태를 보인다. 바이러스의 크기는 20~300나노미터이며, 33,000개에서 500,000개의 바이러스를 나란히 배치하면 1cm(0.4인치)로 늘어날 수 있다.
바이러스는 다양한 방식으로 전파된다. 많은 바이러스가 공격하는 숙주 종이나 조직에 대해 매우 구체적이지만, 각 바이러스 종은 고유한 복제 방법을 사용한다. 식물 바이러스는 곤충이나 매개체라고 하는 다른 생물에 의해 식물에서 식물로 전파되는 경우가 많다. 사람과 다른 동물의 일부 바이러스는 감염된 체액에 노출되어 전파된다. 인플루엔자와 같은 바이러스는 기침이나 재채기를 할 때 나오는 물방울을 통해 공기 중으로 전파된다. 노로바이러스와 같은 바이러스는 손, 음식, 물이 오염된 대변-구강 경로를 통해 전파된다. 로타바이러스는 감염된 어린이와의 직접 접촉을 통해 전파되는 경우가 많다. 인간 면역결핍 바이러스(HIV)는 성관계를 통해 전달되는 체액을 통해 전파된다. 뎅기 바이러스와 같은 다른 바이러스들은 흡혈 곤충을 통해 전파된다.
바이러스, 특히 RNA로 구성된 바이러스는 빠르게 돌연변이를 일으켜 새로운 유형의 바이러스를 만들어낼 수 있다. 숙주는 이러한 새로운 형태에 대한 방어력을 거의 갖지 못할 수 있다. 예를 들어, 인플루엔자 바이러스는 자주 변이하기 때문에 매년 새로운 백신이 필요하다. 2009년 대부분의 국가로 확산된 돼지 인플루엔자처럼 큰 변화는 팬데믹을 초래할 수 있다. 이러한 돌연변이는 바이러스가 다른 동물 숙주를 처음 감염시켰을 때 발생하는 경우가 많다. 이러한 "인수공통감염병"의 예로는 박쥐의 코로나바이러스, 돼지와 조류의 인플루엔자 등이 있으며, 이러한 바이러스는 인간에게 전파되기 전에 발생한다.
바이러스 감염은 인간, 동물, 식물에 질병을 유발할 수 있다. 건강한 사람과 동물의 경우, 감염은 일반적으로 면역 체계에 의해 제거되며, 면역 체계는 숙주에게 해당 바이러스에 대한 평생 면역을 제공할 수 있다. 박테리아에 작용하는 항생제는 효과가 없지만, 항바이러스제는 생명을 위협하는 감염을 치료할 수 있다. 평생 면역을 생성하는 백신은 일부 감염을 예방할 수 있다.

## 발견
1884년, 프랑스 미생물학자 샤를 챔벌레인은 박테리아보다 작은 기공을 가진 챔벌레인 필터(또는 챔벌레인-파스퇴르 필터)를 발명했다. 그는 박테리아가 포함된 용액을 필터에 통과시켜 완전히 제거할 수 있었다. 1890년대 초, 러시아 생물학자 드미트리 이바노프스키는 이 방법을 사용하여 담배 모자이크 바이러스로 알려진 바이러스를 연구했다. 그의 실험은 감염된 담배 식물의 으깬 잎에서 추출한 추출물이 여과 후에도 감염성을 유지한다는 것을 보여주었다.
동시에, 몇몇 다른 과학자들은 이러한 병원체(나중에 바이러스라고 불림)가 박테리아와 다르고 약 100배 작지만 여전히 질병을 유발할 수 있음을 보여주었다. 1899년, 네덜란드 미생물학자 마르티누스 베이에링크는 이 병원체가 분열하는 세포에서만 증식한다는 것을 관찰했다. 그는 이 병원체를 "전염성 살아있는 액체"(라틴어: contagium vivum fluidum) 또는 "용해성 살아있는 세균"이라고 불렀다. 세균과 유사한 입자를 찾을 수 없었기 때문이다. 20세기 초, 영국의 세균학자 프레더릭 트워트는 세균을 감염시키는 바이러스를 발견했고, 프랑스계 캐나다인 미생물학자 펠릭스 데렐은 한천 배지에서 자라는 세균에 이 바이러스를 첨가하면 죽은 세균이 가득 차는 영역을 형성하는 것을 발견했다. 이 죽은 영역을 세어 현탁액에 있는 바이러스의 수를 계산할 수 있었다.
1931년 전자 현미경이 발명되면서 바이러스의 첫 번째 이미지가 탄생했다. 1935년, 미국의 생화학자이자 바이러스학자인 웬델 메러디스 스탠리는 담배 모자이크 바이러스(TMV)를 조사하여 이 바이러스가 주로 단백질로 구성되어 있음을 발견했다. 얼마 지나지 않아 이 바이러스가 단백질과 RNA로 구성되어 있음이 밝혀졌다. 로잘린드 프랭클린은 1955년 X선 결정학 사진을 개발하고 TMV의 전체 구조를 밝혀냈다. 프랭클린은 바이러스 단백질이 RNA로 둘러싸인 나선형의 속이 빈 관을 형성한다는 것을 확인했으며, 바이러스 RNA가 DNA와 같은 이중 나선 구조가 아니라 단일 가닥임을 보여주었다.
초기 과학자들이 겪었던 문제는 살아있는 동물을 사용하지 않고 바이러스를 배양하는 방법을 몰랐다는 것이었다. 1931년, 미국의 병리학자 어니스트 윌리엄 굿파스처와 앨리스 마일스 우드러프가 수정란에서 인플루엔자를 비롯한 여러 바이러스를 배양하면서 획기적인 진전이 이루어졌다. 당시 일부 바이러스는 수정란에서 배양할 수 없었다. 이 문제는 1949년 존 프랭클린 엔더스, 토머스 허클 웰러, 프레더릭 채프먼 로빈스가 살아있는 동물 세포 배양에서 소아마비 바이러스를 배양하면서 해결되었다. 현재까지 4,800종이 넘는 바이러스가 자세히 기술되어 있다.

## 기원
바이러스는 어디에서 발생하든 생명체와 공존한다. 살아있는 세포가 처음 진화했을 때부터 존재했을 것으로 추정한다. 화석화되지 않기 때문에 기원은 불분명하기 때문에 분자 기법이 바이러스의 발생 과정을 가설화하는 가장 좋은 방법이었다. 이러한 기법은 고대 바이러스 DNA나 RNA의 존재에 의존하지만, 실험실에 보존되어 있는 대부분의 바이러스는 90년 미만의 역사를 가지고 있다. 분자 기법은 20세기에 진화한 바이러스의 조상을 추적하는 데만 성공적이었다. 새로운 바이러스 집단은 생명 진화의 모든 단계에서 반복적으로 출현했을 가능성이 있다.